# The Swingle Singers

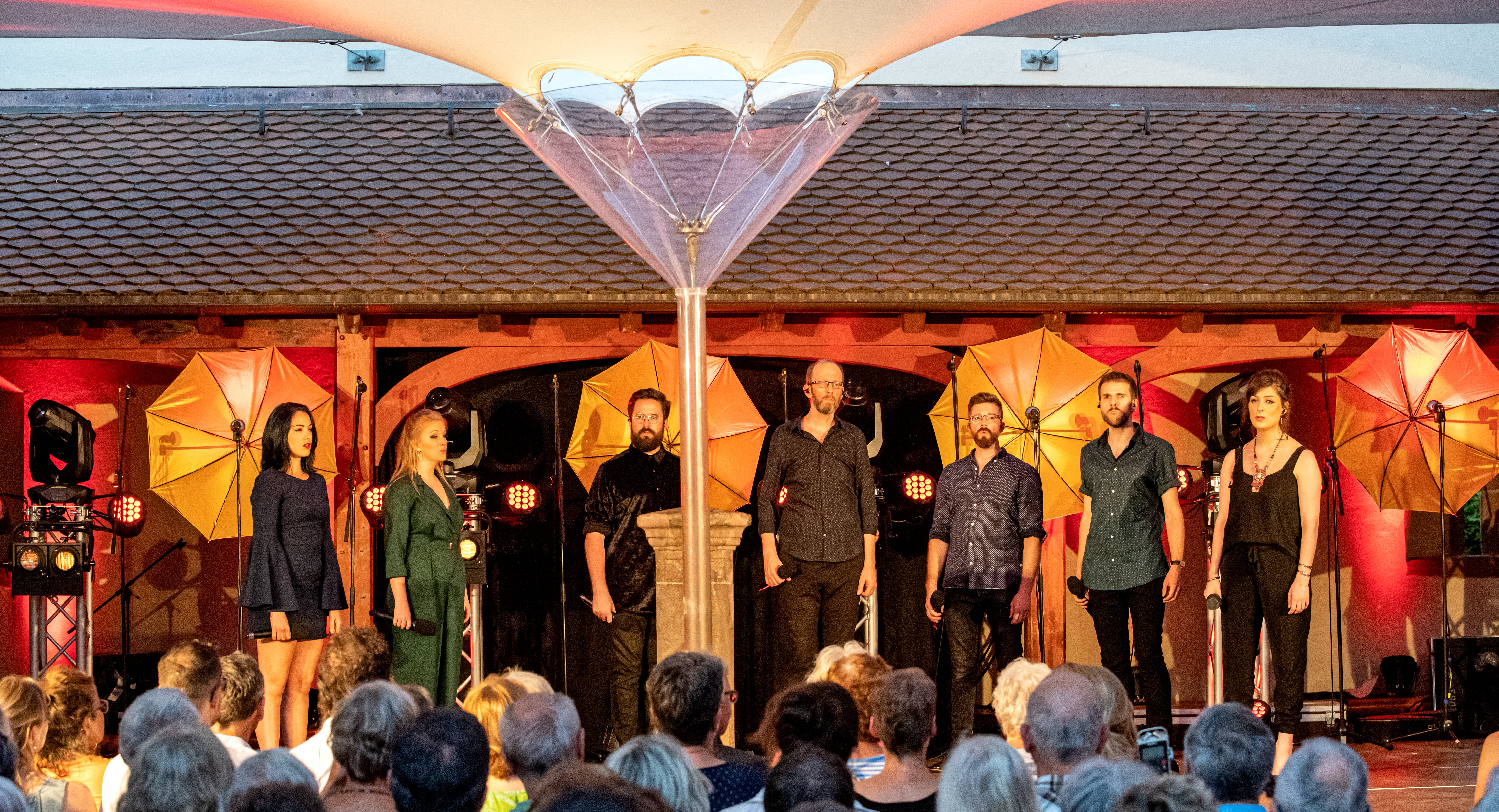
Os Swingles no Black Forest Voices Festival em Kirchzarten (Alemanha) em 29 de junho de 2019

The Swingle Singers é um grupo musical fundado em Paris, na França, em 1962. Inicialmente, trabalhavam como backing vocals de artistas como Edith Piaf e Charles Aznavour. Em seus trabalhos, incorporam a música clássica e o jazz, sendo que ao longo do meio século de existência tenha passado por diversas formações. Entre os feitos acumulados, encontram-se cinco estatuetas do Grammy Awards — incluindo o de Artista Revelação em 1964. O primeiro disco do grupo, Bach's Greatest Hits (1963), com obras de Johann Sebastian Bach, chegou à décima quinta posição na Billboard 200 dos Estados Unidos.